# Yeraz
Yeraz — дебютный сольный студийный альбом 2001 года, армянского рок-музыканта, гитариста группы Lav Eli Гора Мхитаряна, который также является автором песен (кроме композиций «Sarer» и «Kaqavik»). На англоязычную версию песни «Keghtot Btzer» («Stigma»)в 2006 году был снят видеоклип, получивший номинацию на Armenian Music Awards.

## Награды
- 2002 Just Plain Folks Nomination — Best Ethnic/World Music Song («Yeraz»)
- 2002 Just Plain Folks Nomination — Best Ethnic/World Music Album («Yeraz»)
- 2002 Armenian Music Awards WINNER — Best Album Cover-Design («Yeraz»)
- 2002 Armenian Music Awards Nomination — Best Alternative Folk Album («Yeraz»)[1]
- 2006 Armenian Music Awards Nomination — Best Music Video («Keghtot btser (Stigma)»)[2]

## Список композиций
1. Sarer (Mountains) — 2:30
2. Yeraz (Dream) — 4:03
3. Ch’handibum (Unmet) — 3:05
4. Gladiator — 3:26
5. Kataryal Yereko (Perfect Evening) — 2:36
6. Kaqavik (Partridge) — 2:31
7. Mer Dan Mech (In Our House) — 2:34
8. Keghtot Btzer (Stigma) — 2:20
9. Voch Me Ban (Nothing at All) — 3:21
10. Kar Demker (Stoned Face) — 3:24
11. Shat Em Uzum (Is This Too Much to Ask?) — 3:15

## Участники записи
- Гор Мхитарян — вокал, акустическая гитара, автор песен
- Варужан Овакимян — бас
- Андре Арутюнян — ударные, перкуссия
- Арт Григорян — клавишные